# Гулам Кадир
Гулам Кадир, полностью Гулам Абд аль Кадир Ахмед Хан (урду غلام عبد القادر احمد خان‎, ок. 1765 — 3 марта 1789 года) — лидер афганского племени Рохиллы в конце XVIII века во времена Империи Великих Моголов. Он особенно известен тем, что ослепил императора Великих Моголов Шаха Алама II и оккупировал и разграбил Дели в течение двух с половиной месяцев в 1788 году.

## Биография

### Ранняя жизнь

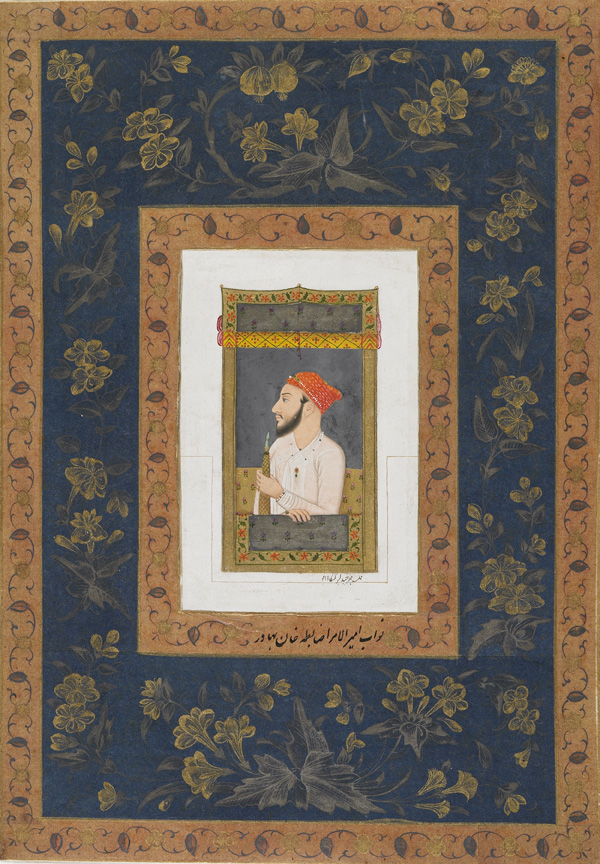
Портрет Забиты Хана, отца Гулама Кадира, работы Михра Чанда (ок. 1770)

Гулам Кадир был сыном Забиты хана. Его отец принял руководство ветвью афганской рохиллы после смерти деда Гулама Кадира Наджиб ад-Даулы 31 октября 1770 года . После смерти Наджиб-а д-Даулы Забита Хан — старший сын Наджиб-уд-Даулы — наследовал ему и был назначен Мир Бахши (главой армии Империи Великих Моголов) Шахом Аламом II 29 декабря 1770 года.

### Заключение в Кудсия Баг
После нескольких восстаний рохилей во главе с Забитой Ханом могольский Шах Алам II начал военную кампанию против него, возглавляемую лидером маратхов Махададжи Шинде. Во время этой кампании Гулам Кадир в возрасте от восьми до десяти лет был захвачен в Гаусгархе (округ Сахаранпур, Уттар-Прадеш) 14 сентября 1777 года как член семьи Забиты Хана, в то время как его отцу удалось бежать.
После поимки Гулам Кадир был доставлен в Дели. Там он вырос в «позолоченной клетке» в Кудсия Баг. Шах Алам II назвал Гулама Кадира своим сыном (фарзандом) и даровал ему титул Раушан-уд-Даула. Император Великих Моголов даже написал о нем стихи, некоторые из которых сохранились. С другой стороны, сообщалось, что Гулам Кадир был кастрирован во время своего плена. Это, однако, оспаривается современными учеными, прежде всего Уильямом Далримплом.
Поскольку недовольство Гуламом Кадиром во дворце росло, Шах Алам II отослал его обратно к своему отцу, Забита-хану, который снова завоевал расположение императора и снова стал Мир Бахши.

### Кампания против шаха Алама II
После смерти своего отца 21 января 1785 года Гулам Кадир смог заявить о себе как о преемнике своего отца и лидере рохиллы.

#### Назначение Мир Бахши и регентом в сентябре 1787 года
В 1787 году Гулам Кадир пожелал пойти по стопам своего отца и деда и стать Мир Бахши Империи Великих Моголов. Чтобы совершить этот подвиг, он потребовал аудиенции у императора. При дворе Великих Моголов назир — управляющий шахским гаремом — Манзур Али Хан («Мансур Али Хан») поддержал дело Гулама Кадира против маратхов. Согласно историку Джадунатху Саркару, назир — который, как говорят, лично спас жизнь Гуламу Кадиру в Гаусгархе в 1777 году — намеревался использовать его, чтобы обуздать влияние индуизма на императора Великих Моголов.
Поскольку для защиты Дели не хватало людей, Гулам Кадир вошёл в город 26 августа 1787 года и был представлен императору назиром. 5 сентября 1787 года он снова вошел в город, на этот раз впереди 2000 человек. Это действие вынудило шаха Алама II неохотно назначить его Мир Бахши и регентом империи Великих Моголов и присвоить ему титул Амир аль-Умара.

#### Борьба с Бегум Самру в октябре 1787 года
Чтобы укрепить свое положение при дворе Шаха Алама II, Гулам Кадир попытался заручиться поддержкой Бегум Самру, жены Уолтера Рейнхардта и правительницы княжества Сардхана, которая в то время имела значительное влияние. Кроме того, она командовала четырьмя батальонами сипаев под командованием французов, размещенными в городе, и, таким образом, могла не подчиниться новому регенту Империи.
Однако усилия Гулама Кадира заручиться её поддержкой оказались бесплодными, поскольку Бегум отвергла предложение о союзе. После этого отказа он потребовал её удаления из города и заявил, что в противном случае начнет военные действия. Поскольку это требование не было выполнено, он начал артиллерийский обстрел форта Салимгарх, и 7 октября 1787 года первые пушечные ядра попали в императорский дворец. Теперь вмешался назир и смог отговорить его от продолжения штурма города.
Затем Гулам Кадир и его рохиллы повернули из Дели, чтобы завоевать коронные земли в Доабе. Эта экспансия побудила лорда Корнуоллиса написать письмо от 14 ноября 1787 года Гуламу Кадиру, в котором утверждалось, что Британская Ост-Индская компания не будет вступать с ним в военные действия, пока он соблюдает мир с Компанией и их союзником, навабом Ауда. Это требование было принято Гуламом Кадиром.

#### Оккупация Дели в 1788 году
В июле 1788 года Гулам Кадир объединил свои силы с Исмаилом Бегом, и их внимание снова сосредоточилось на Дели . Небольшая имперская армия Великих Моголов была послана, чтобы сразиться с ними, но из-за измены ее лидеры увели свои подразделения. Таким образом, 18 июля 1788 года Гулам Кадир и Исмаил Бег полностью овладели городом и Красным фортом, после того как назир обманом заставил шаха предоставить им аудиенцию и запретил любое сопротивление со стороны Красного батальона 15 июля 1788 года.
Оккупация Дели Гуламом Кадиром продолжалась с 18 июля 1788 года по 2 октября 1788 года, что стало последней афганской оккупацией Дели до сегодняшнего дня. В течение этих месяцев он сверг Шаха Алама II 30 июля 1788 года и установил могольского принца Бидар Бахта в качестве нового императора под царственным именем Насир-уд-дин Мухаммад Джахан Шах (31 июля 1788 — 11 октября 1788). Возведение на престол Бидара Бахта было результатом соглашения между Гуламом Кадиром и Маликой-уз-Замани, которая заплатила Гуламу Кадиру 12 лакхов рупий, чтобы обеспечить инвеституру её внука.

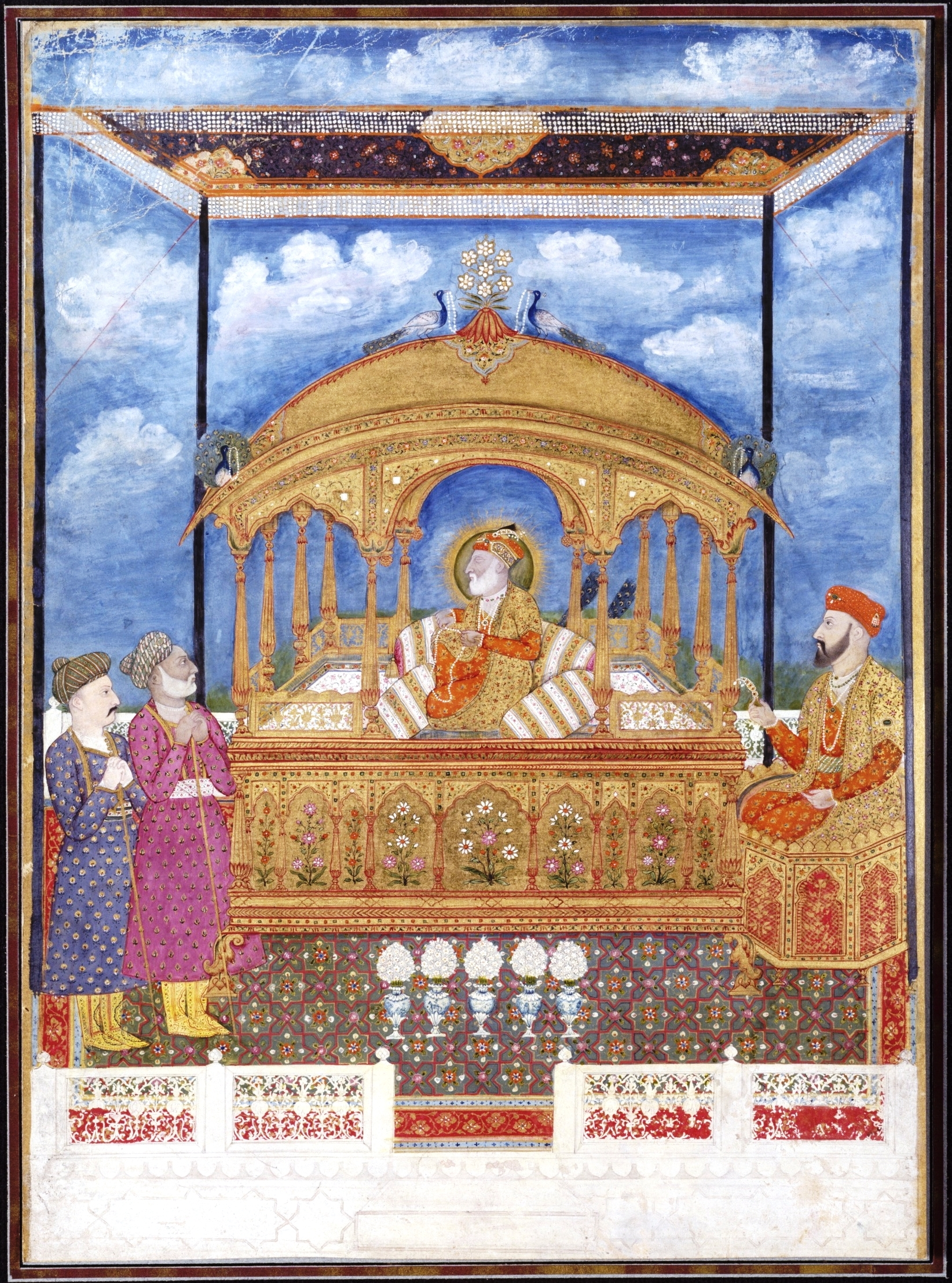
Изображение Шаха Алама II после того, как он был ослеплен Гуламом Кадиром. Изображение приписывается Хайрулле (ок. 1800)

Оккупация привела к царству террора, во время которого Шах Алам II был ослеплен 10 августа 1788 год. Согласно традиции, Гулам Кадир сказал шаху сразу после своего ослепления, что это было «воздаянием за [его] действия в Гаусгархе». В своем стремлении захватить сокровища Великих Моголов, Гулам Кадир пытал императорскую семью Тимуридов, и говорят, что 21 принц и принцесса были убиты. Бесчестное поведение по отношению к женщинам императорской семьи считается особенно жестоким в глазах своего времени. Даже судьба Малики-уз-Замани изменилась, когда её дворец подвергся налету, и она была помещена на берегу реки. Следующим должен был быть разграблен дом назира, из которого забрали все имущество .
В результате разграбления Дели потери составили 25 крор рупий. По словам Джадунатха Саркара, этот «танец демонов» окончательно «разрушил престиж империи безвозвратно».
Исмаил Бег не был вознагражден за участие в оккупации и покинул роххиллов в сентябре 1787 года, когда маратхи начали наступление, чтобы освободить Дели от оккупации Гулама Кадира. Эти силы возглавлял Махададжи Шинде, и им удалось занять Старый Дели 28 сентября 1787 года. Затем объединенными силами маратхов, Бегум Самру и Исмаила Бега была предпринята атака, которую рохиллы Гулама Кадира не могли противостоять бесконечно. После взрыва порохового погреба, который Гулам Кадир счел предзнаменованием, он покинул форт Дели 10 октября 1787 года со своими оставшимися войсками. 16 октября 1788 года ныне слепой шах Алам II был восстановлен в качестве императора Великих Моголов, а 17 октября 1788 года от его имени была прочитана хутба. Его официальная коронация состоялась 7 февраля 1789 года.

#### Побег и казнь в 1789 году
После освобождения Дели маратхи устроили охоту на Гулама Кадира. Гулам Кадир бежал в форт Мират, который, в свою очередь, был окружен маратхами. После того, как условия там стали невыносимыми, ему удалось прорвать окружение ночью с 500 всадниками и попытался бежать в Гаусгарх. Но во время столкновения его всадников с патрулем маратхов он потерял из виду свою свиту. Затем его лошадь споткнулась и сломала ногу, и ему пришлось продолжать свой побег в одиночку и пешком. Он добрался до Бамнаули (штат Уттар-Прадеш), где нашел убежище в доме брахмана и предложил ему награду за лошадь и проводника, который мог бы привести его в Гаусгарх. Но брахман узнал его и предупредил отряд маратхов, которые захватили его 18 декабря 1788 года или 19 декабря 1788 года. По словам Джадуната Саркара и Герберта Комптона, седельные сумки Гулама Кадира, набитые ценностями, награбленными в Дели, попали в руки Лестино, который вывез их в Соединенное Королевство на пенсию.
Гулам Кадир некоторое время оставался под стражей в Маратхе, но не пострадал. Однако 28 февраля 1789 года Махададжи Шинде получил письмо от Шаха Алама II, в котором тот требовал глаза Гулама Кадира, поскольку в противном случае шах удалился бы в Мекку и жил бы как нищий . Затем Махададжи Шинде приказал отрезать ему уши, а на следующий день нос, язык и верхнюю губу отправили императору в гробу. После того, как это было сделано, его увечья продолжились, и ему отрезали руки, ноги и гениталии, прежде чем он был повешен на дереве и обезглавлен в Матхуре 3 марта 1789 года. Его уши и глазные яблоки были отправлены Шаху Аламу.

## В литературе
Мухаммад Икбал создал назм о Гуламе Кадире на урду («Гулам Кадир Рухела»), в котором рассказывается об обращении с Тимуридами во время оккупации Дели в 1788 году.